# Les Sept Péchés capitaux (1952)
Les Sept Péchés capitaux  (I sette peccati capitali) is een Frans-Italiaanse episodefilm, uitgebracht in 1952, bestaande uit zeven episodes van de hand van zeven verschillende filmregisseurs, vijf Franse en twee Italiaanse. 
Het kader wordt gevormd door een kermis waarop Gérard Philipe het publiek uitnodigt om met ballen te gooien naar figuren die elk een hoofdzonde voorstellen. Telkens als een figuur wordt geraakt volgt er een episode die de zonde op een speelse manier illustreert.

## Episodes
De verschillende episodes zijn:
- Gierigheid en gramschap, van Eduardo De Filippo
- Luiheid, van Jean Dréville
- Onkuisheid, van Yves Allégret
- Gulzigheid, van Carlo Rim
- Afgunst, van Roberto Rossellini
- Hoogmoed, van Claude Autant-Lara
- De achtste zonde, van Georges Lacombe

## Rolverdeling
Naast Gérard Philipe zijn onder meer Viviane Romance, Michèle Morgan, Françoise Rosay, Louis de Funès, Isa Miranda, Henri Vidal en Paolo Stoppa te zien in de film.